# Каледонія (Іллінойс)
Каледонія (англ. Caledonia) — селище (англ. village) в США, в окрузі Бун штату Іллінойс. Населення — 183 особи (2020).

## Географія
Каледонія розташована за координатами 42°22′6″ пн. ш. 88°53′39″ зх. д. / 42.36833° пн. ш. 88.89417° зх. д. (42.368420, -88.894036).  За даними Бюро перепису населення США в 2010 році селище мало площу 2,61 км², уся площа — суходіл.

## Демографія
Згідно з переписом 2010 року, у селищі мешкало 197 осіб у 73 домогосподарствах у складі 55 родин. Густота населення становила 76 осіб/км².  Було 75 помешкань (29/км²).
Расовий склад населення:
| - 94,4 % — білих - 3,0 % — азіатів - 1,0 % — чорних або афроамериканців - 0,5 % — корінних американців |

До двох чи більше рас належало 1,0 %. Частка іспаномовних становила 3,0 % від усіх жителів.
За віковим діапазоном населення розподілялося таким чином: 22,8 % — особи молодші 18 років, 67,0 % — особи у віці 18—64 років, 10,2 % — особи у віці 65 років та старші. Медіана віку мешканця становила 38,8 року. На 100 осіб жіночої статі у селищі припадало 109,6 чоловіків;  на 100 жінок у віці від 18 років та старших — 100,0 чоловіків також старших 18 років.
Середній дохід на одне домашнє господарство  становив 72 096 доларів США (медіана — 67 917), а середній дохід на одну сім'ю — 76 707 доларів (медіана — 73 125). Медіана доходів становила 44 167 доларів для чоловіків та 36 875 доларів для жінок. За межею бідності перебувало 14,6 % осіб, у тому числі 24,6 % дітей у віці до 18 років та 0,0 % осіб у віці 65 років та старших.
Цивільне працевлаштоване населення становило 115 осіб. Основні галузі зайнятості: виробництво — 28,7 %, освіта, охорона здоров'я та соціальна допомога — 21,7 %, роздрібна торгівля — 10,4 %, публічна адміністрація — 7,8 %.